# George Wick

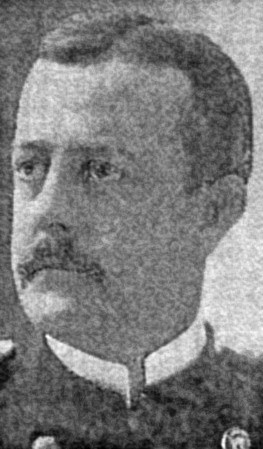
Foto en el diario Youngstown Daily Vindicator, 19 de abril de 1912.

George Dennick Wick (24 de junio de 1854, Youngstown, Ohio, Estados Unidos - 15 de abril de 1912, Atlántico Norte) fue un industrial estadounidense y fundador de Youngstown Iron Sheet and Tube Company, uno de los fabricantes de acero más grandes del mundo en ese momento. Falleció en el hundimiento del RMS Titanic. 

## Carrera
George Wick nació en Youngstown, Ohio en 1854 como el tercero de los cinco hijos de Paul Wick (1824-1890) y su esposa Susan Abigail Bull (1826-1882). Sus hermanos fueron Myron, Alice, Harriet y Frederick. El padre era un exitoso propietario de minas, fabricante de hierro y gran terrateniente, activo republicano y también en el consejo local. Los padres pertenecían a la Iglesia Presbiteriana. 
Youngstown fue en el siglo XIX un centro de extracción de carbón y producción de hierro, por lo que Wick también se convirtió en activo en este campo. Junto con su socio comercial James Anson Campbell, más tarde director del American Iron and Steel Institute, llevó a cabo varios proyectos. En 1895 los dos fundaron la Mahoning Valley Iron Company, con Wick como presidente. Cuando Republic Iron and Steel Company se hizo cargo de la empresa en 1900, los dos se marcharon. En el cambio de siglo, hubo una tendencia a alejarse del hierro hacia el acero en la región. Además, hubo una ola de consolidación, por lo que muchas empresas locales quedaron bajo control estatal. Por ejemplo, U.S. Steel se hizo con el mayor productor de acero de Youngstown, National Steel Company, en 1901. 
En 1900, Wick y Campbell fundaron Youngstown Iron Sheet and Tube Company en Youngstown con un capital inicial de 600.000 dólares, nuevamente con Wick en el cargo de presidente de la compañía. La compañía se convirtió en uno de los productores de acero más grandes del mundo y existió hasta 1977. En 1904, Campbell reemplazó a Wick como presidente, cuando se fue por razones de salud. Sin embargo, unos años más tarde regresó a la empresa.

## Familia
El 2 de octubre de 1877 George Wick se casó con Mary Caroline Chamberlain, siete años menor que él, en Ohio. Ella murió en marzo de 1893 a la edad de 32 años. De este matrimonio nació una hija, Mary Natalie Wick (1880-1944). Tres años más tarde se casó con Mary Peebles Hitchcock (1866-1920), con quien tuvo un hijo en 1897, George Dennick Wick, Jr. (fallecido en 1975). 

## Muerte
En la primavera de 1912, Wick se fue de vacaciones a Europa para restaurar su mermada salud. Lo acompañaban su hija Natalie, su esposa Mary y la hija de una prima, Caroline Bonnell con su tía Elizabeth Bonnell. El día 10 de abril de 1912, el grupo subió como pasajeros de primera clase en Southampton a bordo del nuevo transatlántico de lujo RMS Titanic, que partía en su viaje inaugural a Nueva York . 
Cuando el Titanic chocó con un iceberg el 14 de abril de 1912, George y Mary Wick estaban en su camarote y sintieron el impacto. Wick pensó que había explotado una caldera. Poco después aparecieron Natalie y Caroline y anunciaron que les habían aconsejado que subieran a cubierta con chalecos salvavidas. Wick no creía que hubiera sucedido nada grave. Las cuatro mujeres abordaron el bote salvavidas número 8 en el lado de babor, que dejó el Titanic a las 1:10 horas con muchos asientos libres. George Wick fue visto por última vez tras ellas, despidiéndolas. Murió en el hundimiento; Su cuerpo nunca fue encontrado. 
El 24 de abril de 1912, las escuelas, fábricas, tiendas y edificios públicos de Youngstown guardaron cinco minutos de silencio a las 11 de la mañana en honor al destacado ciudadano. Las banderas se izaron a media asta. Más tarde se erigió un monumento en su memoria en el cementerio local de Oak Hill. 